# 馬亞奇卡 (新特羅伊齊克區)
46°17′19″N 34°30′1″E / 46.28861°N 34.50028°E
馬亞奇卡（烏克蘭語：Маячка）是位於烏克蘭南部的村莊，由赫爾松州海尼切斯克區的新特羅伊齊克市鎮負責管轄。該村面積29.1平方公里，海拔高度10米，2001年人口390，人口密度每平方公里13.4人。